# Орту, Жуан Витор
Жуан Витор Орту (порт.-браз. João Victor Horto, род. 29 сентября, 1990, Лондрина, Бразилия) — бразильский автогонщик, выступающий в Формула-БМВ.

## Биография
Еще с юных лет Жуана привлекали скорость и автострада. Увлечение картингом в 6-летнем возрасте переросло в карьеру молодого гонщика. В 2009 году он отправился в США на чемпионат Formula BMW Americas на котором приехал седьмым. Успех не заставил себя ждать и в 19 лет на Road America Орту занял второе место.